# Lista monumentelor istorice din județul Iași - V

Simbol pentru monumentele istorice

Lista monumentelor istorice din județul Iași - V cuprinde monumentele istorice înscrise în Patrimoniul cultural național al României și aflate în localități ce încep cu litera V din județul Iași. 
Lista completă este menținută și actualizată periodic de către Ministerul Culturii, Cultelor și Patrimoniului Național din România, prin intermediul Institutului Național al Patrimoniului, ultima versiune datând din 2015. Această listă cuprinde și actualizările ulterioare, realizate prin ordin al ministrului culturii.
Puteți căuta un monument din județul Iași folosind formularul de mai jos sau puteți naviga prin toate monumentele din județ la lista monumentelor istorice din județul Iași.
| Cod LMI                               | Denumire                                                    | Localitate                                 | Localizare | Datare, Creatori                           | Imagine               | Erori             |
| ------------------------------------- | ----------------------------------------------------------- | ------------------------------------------ | --- | ------------------------------------------ | --------------------- | ----------------- |
| IS-I-s-B-03680 (RAN: 98033.01)        | Fortificația de pământ de la Valea Ursului - „Cetățuia”     | sat Valea Ursului; comuna Miroslava        | „Cetățuia”, la 200 m S de sat | sec. II - III p. Chr., Epoca romană        | Încarcă foto \| video | Raportează eroare |
| IS-I-s-B-03681 (RAN: 98033.02)        | Așezare                                                     | sat Valea Ursului; comuna Miroslava        | la E de Cetățuie | Hallstatt                                  | Încarcă foto \| video | Raportează eroare |
| IS-I-s-B-03682 (RAN: 98818.01)        | Situl arheologic de la Vascani, punct „Pe Platou”           | sat Vascani; comuna Ruginoasa              | „Pe Platou” (Grajdul CAP), la marginea de S V a satului, lângă fostele grajduri CAP și biserică, pe partea dreaptă a drumului Vascani - Todirești |                                            | Încarcă foto \| video | Raportează eroare |
| IS-I-m-B-03682.01 (RAN: 98818.01.07)  | Așezare                                                     | sat Vascani; comuna Ruginoasa              | „Pe Platou” (Grajdul CAP), la marginea de S V a satului, lângă fostele grajduri CAP și biserică, pe partea dreaptă a drumului Vascani - Todirești | sec. XVIII, Epoca medievală                | Încarcă foto \| video | Raportează eroare |
| IS-I-m-B-03682.02 (RAN: 98818.01.06)  | Așezare                                                     | sat Vascani; comuna Ruginoasa              | „Pe Platou” (Grajdul CAP), la marginea de S V a satului, lângă fostele grajduri CAP și biserică, pe partea dreaptă a drumului Vascani - Todirești | sec. XVI – XVII, Epoca medievală           | Încarcă foto \| video | Raportează eroare |
| IS-I-m-B-03682.03 (RAN: 98818.01.05)  | Așezare                                                     | sat Vascani; comuna Ruginoasa              | „Pe Platou” (Grajdul CAP), la marginea de S V a satului, lângă fostele grajduri CAP și biserică, pe partea dreaptă a drumului Vascani - Todirești | sec. XIV – XV, Epoca medievală             | Încarcă foto \| video | Raportează eroare |
| IS-I-m-B-03682.04 (RAN: 98818.01.04)  | Așezare                                                     | sat Vascani; comuna Ruginoasa              | „Pe Platou” (Grajdul CAP), la marginea de S V a satului, lângă fostele grajduri CAP și biserică, pe partea dreaptă a drumului Vascani - Todirești | sec. V, Epoca migrațiilor                  | Încarcă foto \| video | Raportează eroare |
| IS-I-m-B-03682.05 (RAN: 98818.01.03)  | Așezare                                                     | sat Vascani; comuna Ruginoasa              | „Pe Platou” (Grajdul CAP), la marginea de S V a satului, lângă fostele grajduri CAP și biserică, pe partea dreaptă a drumului Vascani - Todirești | sec. IV p.Chr, Epoca daco-romană           | Încarcă foto \| video | Raportează eroare |
| IS-I-m-B-03682.06 (RAN: 98818.01.02)  | Așezare                                                     | sat Vascani; comuna Ruginoasa              | „Pe Platou” (Grajdul CAP), la marginea de S V a satului, lângă fostele grajduri CAP și biserică, pe partea dreaptă a drumului Vascani - Todirești | sec. II – III p. Chr., Epoca romană        | Încarcă foto \| video | Raportează eroare |
| IS-I-m-B-03682.07 (RAN: 98818.01.01)  | Așezare                                                     | sat Vascani; comuna Ruginoasa              | „Pe Platou” (Grajdul CAP), la marginea de S V a satului, lângă fostele grajduri CAP și biserică, pe partea dreaptă a drumului Vascani - Todirești | Latène, cultura geto-dacică                | Încarcă foto \| video | Raportează eroare |
| IS-I-s-B-03683 (RAN: 99860.01)        | Situl arheologic de la Vălenii                              | sat Vălenii; comuna Țibănești              | „Seliștea”, la cca. 300 m SE de sat, pe partea stângă a pârâului Găureanca                                                                        |                                            | Încarcă foto \| video | Raportează eroare |
| IS-I-m-B-03683.01                     | Așezare                                                     | sat Vălenii; comuna Țibănești              | „Seliștea”, la cca. 300 m SE de sat, pe partea stângă a pârâului Găureanca                                                                        | sec. IV p.Chr, Epoca daco-romană           | Încarcă foto \| video | Raportează eroare |
| IS-I-m-B-03683.02 (RAN: 99860.01.02)  | Așezare                                                     | sat Vălenii; comuna Țibănești              | „Seliștea”, la cca. 300 m SE de sat, pe partea stângă a pârâului Găureanca                                                                        | Latène târziu, cultura Poienești-Lukașevka | Încarcă foto \| video | Raportează eroare |
| IS-I-s-B-03684 (RAN: 100095.01)       | Situl arheologic de la Vânători, punct „Rufeni”             | sat Vânători; comuna Popricani             | „Rufeni”, la 300 m S de sat, pe partea stângă a șoselei Iași- Vânători                                                                            |                                            | Încarcă foto \| video | Raportează eroare |
| IS-I-m-B-03684.01 (RAN: 100095.01.01) | Așezare                                                     | sat Vânători; comuna Popricani             | „Rufeni”, la 300 m S de sat, pe partea stângă a șoselei Iași- Vânători                                                                            | sec. IV - V, Epoca migrațiilor             | Încarcă foto \| video | Raportează eroare |
| IS-I-m-B-03684.02 (RAN: 100095.01.02) | Așezare                                                     | sat Vânători; comuna Popricani             | „Rufeni”, la 300 m S de sat, pe partea stângă a șoselei Iași- Vânători                                                                            | sec. III - II a. Chr., Latène              | Încarcă foto \| video | Raportează eroare |
| IS-I-m-B-03684.03 (RAN: 100095.01.03) | Așezare                                                     | sat Vânători; comuna Popricani             | „Rufeni”, la 300 m S de sat, pe partea stângă a șoselei Iași- Vânători                                                                            | Hallstatt                                  | Încarcă foto \| video | Raportează eroare |
| IS-I-m-B-03684.04                     | Așezare                                                     | sat Vânători; comuna Popricani             | „Rufeni”, la 300 m S de sat, pe partea stângă a șoselei Iași- Vânători                                                                            | Epoca bronzului târziu, cultura Noua       | Încarcă foto \| video | Raportează eroare |
| IS-I-s-B-03685 (RAN: 98587.01)        | Situl arheologic de la Vânători, punct „Dealul Bursucăriei” | sat Vânători; comuna Vânători              | „Dealul Bursucăriei”, la 300 m E de sat (zona N), pe un platou înalt                                                                              |                                            | Încarcă foto \| video | Raportează eroare |
| IS-I-m-B-03685.01 (RAN: 98587.01.02)  | Fortificație                                                | sat Vânători; comuna Vânători              | „Dealul Bursucăriei”, la 300 m E de sat (zona N), pe un platou înalt                                                                              | Hallstatt                                  | Încarcă foto \| video | Raportează eroare |
| IS-I-m-B-03685.02 (RAN: 98587.01.01)  | Așezare                                                     | sat Vânători; comuna Vânători              | „Dealul Bursucăriei”, la 300 m E de sat (zona N), pe un platou înalt                                                                              | Eneolitic, cultura Cucuteni, faza A        | Încarcă foto \| video | Raportează eroare |
| IS-I-s-B-03686 (RAN: 100157.01)       | Situl arheologic de la Vlădeni                              | sat Vlădeni; comuna Vlădeni                | „Movila Bortoasă”, la cca. 2 km NNV de sat |                                            | Încarcă foto \| video | Raportează eroare |
| IS-I-m-B-03686.01 (RAN: 100157.01.03) | Așezare                                                     | sat Vlădeni; comuna Vlădeni                | „Movila Bortoasă”, la cca. 2 km NNV de sat | sec. XVI - XVII, Epoca medievală           | Încarcă foto \| video | Raportează eroare |
| IS-I-m-B-03686.02 (RAN: 100157.01.02) | Așezare                                                     | sat Vlădeni; comuna Vlădeni                | „Movila Bortoasă”, la cca. 2 km NNV de sat | sec. V, Epoca migrațiilor                  | Încarcă foto \| video | Raportează eroare |
| IS-I-m-B-03686.03 (RAN: 100157.01.01) | Așezare                                                     | sat Vlădeni; comuna Vlădeni                | „Movila Bortoasă”, la cca. 2 km NNV de sat | sec. IV p.Chr, Epoca daco-romană           | Încarcă foto \| video | Raportează eroare |
| IS-I-s-B-03687 (RAN: 95337.01)        | Situl arheologic de la Vlădiceni                            | sat Vlădiceni; comuna Tomești              | „Schitul Vlădiceni”, în vatra satului, pe un mamelon din apropierea schitului                                                                     |                                            | Încarcă foto \| video | Raportează eroare |
| IS-I-m-B-03687.01 (RAN: 95337.01.08)  | Așezare                                                     | sat Vlădiceni; comuna Tomești              | „Schitul Vlădiceni”, în vatra satului, pe un mamelon din apropierea schitului                                                                     | sec. XIV - XV, Epoca medievală             | Încarcă foto \| video | Raportează eroare |
| IS-I-m-B-03687.02 (RAN: 95337.01.07)  | Așezare                                                     | sat Vlădiceni; comuna Tomești              | „Schitul Vlădiceni”, în vatra satului, pe un mamelon din apropierea schitului                                                                     | sec. XIII – XIV, Epoca medievală           | Încarcă foto \| video | Raportează eroare |
| IS-I-m-B-03687.03 (RAN: 95337.01.06)  | Așezare                                                     | sat Vlădiceni; comuna Tomești              | „Schitul Vlădiceni”, în vatra satului, pe un mamelon din apropierea schitului                                                                     | sec. X – XI, Epoca medieval timpurie       | Încarcă foto \| video | Raportează eroare |
| IS-I-m-B-03687.04 (RAN: 95337.01.05)  | Așezare                                                     | sat Vlădiceni; comuna Tomești              | „Schitul Vlădiceni”, în vatra satului, pe un mamelon din apropierea schitului                                                                     | sec. IX - X, Epoca medieval timpurie       | Încarcă foto \| video | Raportează eroare |
| IS-I-m-B-03687.05 (RAN: 95337.01.04)  | Așezare                                                     | sat Vlădiceni; comuna Tomești              | „Schitul Vlădiceni”, în vatra satului, pe un mamelon din apropierea schitului                                                                     | sec. IV p.Chr, Epoca daco-romană           | Încarcă foto \| video | Raportează eroare |
| IS-I-m-B-03687.06 (RAN: 95337.01.03)  | Așezare                                                     | sat Vlădiceni; comuna Tomești              | „Schitul Vlădiceni”, în vatra satului, pe un mamelon din apropierea schitului                                                                     | Latène                                     | Încarcă foto \| video | Raportează eroare |
| IS-I-m-B-03687.07 (RAN: 95337.01.02)  | Așezare                                                     | sat Vlădiceni; comuna Tomești              | „Schitul Vlădiceni”, în vatra satului, pe un mamelon din apropierea schitului                                                                     | Hallstatt                                  | Încarcă foto \| video | Raportează eroare |
| IS-I-m-B-03687.08 (RAN: 95337.01.01)  | Așezare                                                     | sat Vlădiceni; comuna Tomești              | „Schitul Vlădiceni”, în vatra satului, pe un mamelon din apropierea schitului                                                                     | Epoca bronzului                            | Încarcă foto \| video | Raportează eroare |
| IS-I-s-B-03688 (RAN: 100264.01)       | Situl arheologic de la Vocotești                            | sat Vocotești; comuna Voinești             | Pe ambele părți ale drumului Voicești -Vocotești, la cca. 800 m V de Școala Generală                                                              | Epoca medievală                            | Încarcă foto \| video | Raportează eroare |
| IS-I-m-B-03688.01 (RAN: 100264.01.04) | Vatra satului Mânjești de la Vocotești                      | sat Vocotești; comuna Voinești             | Pe ambele părți ale drumului Voicești -Vocotești, la cca. 800 m V de Școala Generală                                                              | sec. XV - XVIII, Epoca medievală           | Încarcă foto \| video | Raportează eroare |
| IS-I-m-B-03688.02 (RAN: 100264.01.03) | Așezare                                                     | sat Vocotești; comuna Voinești             | Pe ambele părți ale drumului Voicești -Vocotești, la cca. 800 m V de Școala Generală                                                              | sec. IV p.Chr, Epoca daco-romană           | Încarcă foto \| video | Raportează eroare |
| IS-I-m-B-03688.03 (RAN: 100264.01.02) | Așezare                                                     | sat Vocotești; comuna Voinești             | Pe ambele părți ale drumului Voicești -Vocotești, la cca. 800 m V de Școala Generală                                                              | sec. IV - III a. Chr., Latène              | Încarcă foto \| video | Raportează eroare |
| IS-I-m-B-03688.04 (RAN: 100264.01.01) | Așezare                                                     | sat Vocotești; comuna Voinești             | Pe ambele părți ale drumului Voicești -Vocotești, la cca. 800 m V de Școala Generală                                                              | Epoca bronzului târziu, cultura Noua       | Încarcă foto \| video | Raportează eroare |
| IS-I-s-B-03689 (RAN: 95658.01)        | Situl arheologic de la Volintirești                         | sat Volintirești; comuna Alexandru I. Cuza | La cca. 1,5 km NNV de sat |                                            | Încarcă foto \| video | Raportează eroare |
| IS-I-m-B-03689.01 (RAN: 95658.01.02)  | Ruine turn                                                  | sat Volintirești; comuna Alexandru I. Cuza | La cca. 1,5 km NNV de sat | Epoca medievală                            | Încarcă foto \| video | Raportează eroare |
| IS-I-m-B-03689.02 (RAN: 95658.01.01)  | „Movila lui Ștefan cel Mare”                                | sat Volintirești; comuna Alexandru I. Cuza | La cca. 1,5 km NNV de sat | Epoca medievală                            | Încarcă foto \| video | Raportează eroare |
| IS-II-m-B-04266 (RAN: 99860)          | Biserica de lemn „Adormirea Maicii Domnului”                | sat Vălenii; comuna Țibănești              | | sec. XVIII                                 | Încarcă foto \| video | Raportează eroare |
| IS-II-m-B-20190 (RAN: 98104.01)       | Biserica de lemn „Sf. Voievozi”                             | sat Verșeni; comuna Miroslovești           | | sec. XVIII                                 | Încarcă foto \| video | Raportează eroare |
| IS-II-m-B-04268                       | Biserica „Învierea Domnului”                                | sat Vișan; comuna Bârnova                  | | sec. XIX                                   | Încarcă foto \| video | Raportează eroare |
| IS-II-m-B-04269                       | Gară                                                        | sat Vlădeni; comuna Vlădeni                | | sf. sec. XIX                               | Încarcă foto \| video | Raportează eroare |
| IS-II-m-B-04270 (RAN: 98042.01)       | Biserica de lemn „Sf. Gheorghe”                             | sat Vorovești; comuna Miroslava            | | 1768                                       | Alte imagini          | Raportează eroare |